# わが愛は翼にのって
『わが愛は翼にのって』（わがあいはつばさにのって）は、小室しげ子・万里村ゆき子による日本の漫画作品。
『なかよし』（講談社）にて連載された。

## 書誌情報
- わが愛は翼にのって、初版発行日 1978年10月5日
  - 5月のサンルーム／潮風のあいつ／春の前奏曲（プレリュード）／あじさい色の雨の中で